# 파일럿 (영화)
《파일럿》는 2024년 하반기에 개봉한 대한민국의 코미디 영화다. 

## 등장인물
- 조정석 : 한정우 역
- 이주명 : 윤슬기 역
- 신승호 : 서현석 역
- 한선화 : 진짜 한정미 역
- 김지현 : 수영 역
- 박다온 : 정우 아들 역
- 서재희 : 노문영 역
- 오민애 : 안자 역
- 유재석 : 유재석 역
- 조세호 : 조세호 역
- 문상훈 : 문상훈 (빠더너스) 역
- 현봉식 : 노정욱 상무 역
- 서현철 : 동료 기장 역
- 강하늘 : <청년경찰> 강희열 역
- 이시언 : 공군 출신 기장 역
- 이찬원 : 이찬원 역 (사진 출연)

## 수상 목록
- 2024년 제11회 서울국제영화대상 신인여우상 (이주명)
- 2024년 제11회 한국영화제작가협회상 남우주연상 (조정석)
- 2024년 씨네21 영화상 올해의 남자배우 (조정석)
- 2025년 제61회 백상예술대상 영화부문 남자 최우수연기상(조정석)